# Гордана Марјановић Вујовић
Гордана Марјановић Вујовић (1934 — 1994) била је археолог и управник Археолошког одељења Народног музеја у Београду. Бавила се претежно словенском археологијом.
У периоду од 1978. до 1983. руководила је систематским ископавањима на локалитету Винча средњовековне некрополе из периода од 8. до 15. века. Бавила се и истраживањем ранословенског насеља на Београдској тврђави.

## Одабрани радови
- , Београд, 1979.
- Археолошко благо Ђердапа, Београд, 1978.
- Накит на тлу Србије, Београд, 1982.